# Guillem Balagué
Guillem Balagué (ibland Guillem Balague), född 1968 i Barcelona, är en spansk fotbollsjournalist och författare. Balagué har bland annat författat biografier över Pep Guardiola, Lionel Messi och Cristiano Ronaldo.